# Бобровня (Брянская область)
Бобровня — деревня в Дубровском районе Брянской области, в составе Пеклинского сельского поселения. Расположена в 4 км к северо-западу от деревни Мареевка. Население — 14 человек (2010).

## История
Возникла в конце XIX века (первоначальное название — хутор Будянский). До 1924 входила в Салынскую волость, позднее в Дубровской волости, Дубровском районе (с 1929). До 2005 года — в Мареевском сельсовете.

## Население
| 2010 | 2013 |
| ---- | ---- |
| 6    | ↗7   |